# أنيتا سركيسيان
أنيتا سركيسيان (بالإنجليزية: Anita Sarkeesian) هي ناشطة نسوية إنترنيتية كندية أمريكية، تعتبر حالياً من أكثر النسويات (أنثويات) المثيرات للجدل بعد أن أطلقت حملة انتقادات لاذعة ضد ألعاب فيديو، ولدت في 1983 أو 1984 من أبويين من أرمن العراق هاجروا إلى كندا في عقد السبعينات، نشأت في تورنتو  ثم إنتقلت للعيش في كاليفورنيا في الولايات المتحدة وأصبحت تعرف نفسها بكندية أمريكية، نالت شهادة شهادة درجة البكالوريوس في دراسة الإتصالات من جامعة ولاية كاليفورنيا، وثم نالت درجة ماجستير في السياسة والاجتماع من جامعة يورك في كندا في 2010، وعنوان بحثها كان:سأجعلك رجلاً: النساء في الخيال العلمي والخيال التلفزيوني، في انتقاداتها لألعاب الفيديو، أطلقت سركيسيان عدة فيديوهات على موقع يوتيوب، تدعي سركيسيان فيها أن ألعاب الفيديو طابعها ذكوري وتبرز النساء بأنها كشخصيات مثيرة جنسياً، وتزيد في الأولاد كراهية النساء، في أول 3 فيديوهات لها تكلمت عن ثقافة الفتاة في خطر في ألعاب الفيديو وأن هذه الفتاة دائماً ينقذها بطل ذكر، وأشارت إلى أن هذا الشئ خاطئ في ألعاب الفيديو، بسبب هذه الفيديوهات أطلق عدة أشخاص حملات إنترنت ضدها، لدرجة أن أحد الأشخاص إبتكر لعبة فيديو خاصة تقوم بضرب وجه أنيتا سركيسيان وهناك من هددها بالقتل بعد تلقيها عدة جوائز لإطروحاتها.

## وصلات خارجية
- أنيتا سركيسيان على موقع IMDb (الإنجليزية)
- أنيتا سركيسيان على موقع روتن توميتوز (الإنجليزية)
- أنيتا سركيسيان على موقع ميوزك برينز (الإنجليزية)
- أنيتا سركيسيان على موقع قاعدة بيانات الفيلم (الإنجليزية)
- أنيتا سركيسيان على موقع ليتربوكسد (الإنجليزية)
- أنيتا سركيسيان على موقع كينوبويسك (الروسية)
- feministfrequency
- أنيتا سركيسيان على قاعدة بيانات الأفلام على الإنترنت